# Pauvre John ou les Aventures d'un buveur de whiskey
Pour plus de détails, voir Fiche technique et Distribution.
Pauvre John ou les Aventures d'un buveur de whiskey est un film muet français réalisé par Georges Méliès, sorti en 1907.

## Fiche technique
- Titre original :Pauvre John ou les Aventures d'un buveur de whiskey
- Titre anglophone (États-Unis) : Sightseeing Through Whisky
- Réalisation :	Georges Méliès
- Scénario :  Georges Méliès
- Producteur :  Georges Méliès
- Société de production :  Star Film
- Société de distribution :  Star Film
- Pays d'origine :  France
- Langue : film muet avec les intertitres en français
- Format : Noir et blanc — 35 mm — 1,33:1 — Muet
- Métrage : 108 mètres
- Genre : Comédie
- Durée : 6 minutes
- Dates de sortie : novembre 1907

## Distribution
- Fernande Albany : la femme endormie
- Manuel : John